# Allen Paradice-emlékkupa
Az Allen Paradice-emlékkupa egy díj az észak-amerikai Western Hockey League junior jégkorongligában, melyet a legjobb bírónak ítélnek oda a szezon végén. A trófeát az edzők és a GM-ek szavazzák meg. A díjat Allen Paradice-ról nevezték el, aki hosszú ideig volt a WHL-ben bíró és bírók szervezetének igazgatója.

## A díjazottak
| Szezon    | Bíró             |
| --------- | ---------------- |
| 2014–2015 | Reagan Vetter    |
| 2013–2014 | Nathan Wieler    |
| 2012–2013 | Nathan Wieler    |
| 2011–2012 | Pat Smith        |
| 2010–2011 | Pat Smith        |
| 2009–2010 | Chris Savage     |
| 2008–2009 | Chris Savage     |
| 2007–2008 | Andy Theissen    |
| 2006–2007 | Andy Theissen    |
| 2005–2006 | Kyle Rehman      |
| 2004–2005 | Rob Matsuoka     |
| 2003–2004 | Rob Matsuoka     |
| 2002–2003 | Steve Kozari     |
| 2001–2002 | Kevin Acheson    |
| 2000–2001 | Kevin Acheson    |
| 1999–2000 | Mike Hasenfratz  |
| 1998–1999 | Kelly Sutherland |
| 1997–1998 | Brad Meier       |
| 1996–1997 | Tom Kowal        |
| 1995–1996 | Lonnie Cameron   |
| 1994–1995 | Tom Kowal        |